# ژان-فیلیپ گبامن
ژان-فیلیپ گبامن (انگلیسی: Jean-Philippe Gbamin؛ زادهٔ ۲۵ سپتامبر ۱۹۹۵) یک بازیکن فوتبال اهل فرانسه است، که در پست هافبک دفاعی برای باشگاه ترابزون‌اسپور بازی می‌کند.
از باشگاه‌هایی که در آن بازی کرده‌است می‌توان به لانس، ماینتس ۰۵ و اورتون اشاره کرد.